# Baule (Loiret)
Baule is een gemeente in het Franse departement Loiret (regio Centre-Val de Loire). De gemeente telde 2.005 inwoners op 1 januari 2022.

## Geografie
De oppervlakte van Baule bedroeg op 1 januari 2022 12,11 vierkante kilometer; de bevolkingsdichtheid was toen 165,6 inwoners per km².

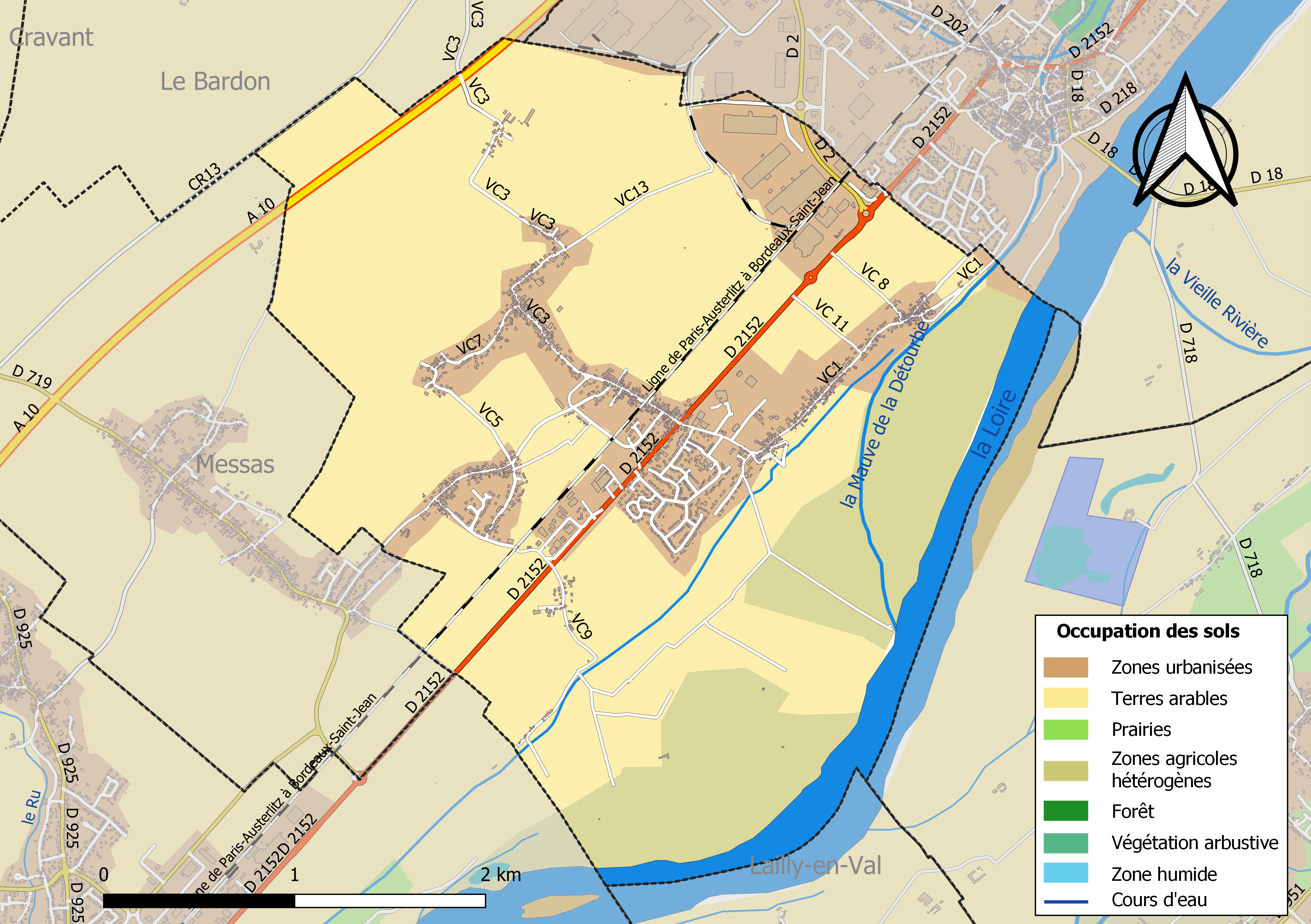
Kaart van de gemeente met de belangrijkste infrastructuur, bodemgebruik en omliggende gemeenten

## Demografie
Onderstaande figuur toont het verloop van het inwoneraantal van Baule vanaf 1962.

Bron: Frans bureau voor statistiek. Cijfers inwoneraantal volgens de definitie population sans doubles comptes (zie de gehanteerde definities)